# Diócesis de Isiolo
La diócesis de Isiolo (en latín: Dioecesis Isiolanus, en inglés: Roman Catholic Diocese of Isiolo y en suajili: Jimbo Katoliki la Isiolo) es una circunscripción eclesiástica de la Iglesia católica en Kenia. Se trata de una diócesis latina, sufragánea de la arquidiócesis de Nyeri. Desde el 15 de febrero de 2023 su obispo electo es Anthony Ireri Mukobo, de los Misioneros de la Consolata. 

## Territorio y organización
La diócesis tiene 25 336 km² y extiende su jurisdicción sobre los fieles católicos de rito latino residentes en el condado de Isiolo de la provincia Oriental.
La sede de la diócesis se encuentra en la ciudad de Isiolo, en donde se halla la Catedral de San Eusebio.
En 2020 en el entonces vicariato apostólico existían 13 parroquias.

## Historia
El vicariato apostólico fue erigido el 15 de diciembre de 1995 con la bula Ad aptius del papa Juan Pablo II, obteniendo el territorio de la diócesis de Meru.
El 14 de julio de 2005 el vicario apostólico Luigi Locati fue asesinado tras un asesinato premeditado perpetrado por un comando de fundamentalistas musulmanes.
El 15 de febrero de 2023 el vicariato apostólico fue elevado a diócesis por el papa Francisco, con la misma denominación y configuración territorial, entrando a la vez a formar parte de la provincia eclesiástica de Nyeri.

## Estadísticas
Según el Anuario Pontificio 2021 el entonces vicariato apostólico tenía a fines de 2020 un total de 64 320 fieles bautizados.
| Año                                                                             | Población            | Población | Población      | Sacerdotes | Sacerdotes    | Sacerdotes    | Bautizados por sacerdote | Diáconos permanentes | Religiosos | Religiosos | Parroquias |
| Año                                                                             | Bautizados católicos | Total     | % de católicos | Total      | Clero secular | Clero regular | Bautizados por sacerdote | Diáconos permanentes | Varones    | Mujeres    | Parroquias |
| ------------------------------------------------------------------------------- | -------------------- | --------- | -------------- | ---------- | ------------- | ------------- | ------------------------ | -------------------- | ---------- | ---------- | ---------- |
| 1999                                                                            | 19 245               | 117 000   | 16.4           | 18         | 7             | 11            | 1069                     |                      | 16         | 32         | 10         |
| 2000                                                                            | 20 250               | 115 000   | 17.6           | 20         | 8             | 12            | 1012                     |                      | 18         | 34         | 10         |
| 2001                                                                            | 20 753               | 115 000   | 18.0           | 23         | 12            | 11            | 902                      |                      | 19         | 34         | 10         |
| 2002                                                                            | 21 192               | 116 192   | 18.2           | 28         | 14            | 14            | 756                      |                      | 20         | 35         | 10         |
| 2003                                                                            | 23 100               | 117 100   | 19.7           | 27         | 17            | 10            | 855                      |                      | 14         | 27         | 12         |
| 2004                                                                            | 27 300               | 116 900   | 23.4           | 21         | 17            | 4             | 1300                     |                      | 10         | 28         | 12         |
| 2010                                                                            | 35 600               | 130 900   | 27.2           | 23         | 17            | 6             | 1547                     |                      | 11         | 45         | 12         |
| 2014                                                                            | 49 800               | 143 294   | 34.8           | 22         | 16            | 6             | 2263                     |                      | 9          | 46         | 13         |
| 2017                                                                            | 51 101               | 151 018   | 33.8           | 22         | 17            | 5             | 2322                     | 3                    | 10         | 57         | 16         |
| 2020                                                                            | 64 320               | 165 380   | 38.9           | 19         | 16            | 3             | 3385                     |                      | 24         | 71         | 13         |
| Fuente: Catholic-Hierarchy, que a su vez toma los datos del Anuario Pontificio. |                      |           |                |            |               |               |                          |                      |            |            |            |

## Episcopologio

### Vicarios apostólicos
- Luigi Locati † (15 de diciembre de 1995-14 de julio de 2005 falleció)[nota 1]
- Anthony Ireri Mukobo, I.M.C. (25 de enero de 2006 - 15 de febrero de 2023)

### Obispos
- Anthony Ireri Mukobo, I.M.C., desde el 15 de febrero de 2023